# Jorge Enrique Adoum
Jorge Enrique Adoum (Ambato, 29 de junho de 1926 - Quito, 3 de julho de 2009) foi um escritor, político, ensaísta e diplomata equatoriano. Filho do também escritor de temas ocultistas e esotéricos Jorge Adoum (Mago Jefa), nascido no Líbano e emigrado a América Latina. Entre suas obras mais reconhecidas está a novela ''Entre Marx y una mujer desnuda'', publicada em 1976. Essa novela foi adaptada ao cinema em 1996 pelo diretor equatoriano Camilo Luzuriaga. Sua obra sempre tratou de temas sociais e por ela foi nominado ao Prêmio Cervantes.  

## Biografia
Realizou seus estudos secundários no Instituto Nacional Mejía da cidade de Quito. Cursou direito e filosofia na Universidad Central del Ecuador e concluiu os estudos na Universidad de Santiago, Chile. Foi nessa cidade aonde trabalhou, durante quase dois anos, como secretário privado de Pablo Neruda, que chegou a dizer que Equador tinha o melho poeta da América Latina, em referência a Adoum, que tinha então 26 anos de idade.
Ao retornar ao Equador em 1948, exerceu várias funções na Casa de la Cultura Ecuatoriana. Em 1949 publicou o seu primeiro livro, Ecuador amargo, que foi comentado por Neruda e Carlos Drummond de Andrade. Em 1952, com os dois primeiros volumes de Los cuadernos de la tierra obtuve o Prêmio Nacional de Poesía de Ecuador.
Foi redator cultural do "Diario del Ecuador", de Quito, colaborador de numerosas revistas latino-americanas de cultura e professor de literatura em diversas instituições. Publicou outros livros de poesia, entre eles Notas del hijo pródigo (1953) e Relato del extranjero (1955) e um de ensaios críticos Poesía del siglo XX, que contém estudos sobre Paul Valery, Rainer María Rilke, César Vallejo, entre outros. Em 1960 obteve com 'Dios trajo la sombra, terceiro volume dos Cuadernos de la tierra, o prêmio de poesia no primeiro Concurso de la Casa de las Américas de Havana.
Em novembro de 1961 foi nominado Diretor Nacional de Cultura, cargo que ocupou até 1963, dentro do Programa Principal da UNESCO para o conhecimento dos valores culturais de Oriente e Ocidente. Viajou ao Egito, Índia, Japão e Israel.
Depois de um golpe militar no Equador se afincou em Paris, aonde foi, sucessivamente, leitor de literatura em espanhol, português e catalão para as edições Gallimard, jornalista da RTF e tradutor da ONU e da OIT em Geneve - aonde em 1969 estreiou em francês sua obra El sol bajo las patas de los caballos. Voltou a Paris como membro do comitê de redação do Correio da UNESCO até junho de 1987.
Em 1973 publicou em MadriInforme personal sobre la situación, no México, em 1976 o texto Entre Marx y una mujer desnuda –que obteve esse ano o Premio Xavier Villaurrutia, dado por primeira vez a um escritor estrangeiro não residente. Em 1979 publica em Barcelona o livro de poesia No son todos los que están.
Retornou a seu país em 1987. Dois anos depois lhe foi concedido o Premio Nacional de Cultura Eugenio Espejo, a mais alta recompensa cultural do governo equatoriano, pelo conjunto de sua obra.
Traduziu ao espanhol a poesia de T.S. Eliot, Langston Hughes, Jacques Prévert, Yiannis Ritsos, Vinícius de Moraes, Nazım Hikmet, Fernando Pessoa, Joseph Brodsky y Seamus Heaney.
Em julho de 2005 foi jurado do Premio Internacional de Novela Rómulo Gallegos na Venezuela. Também em 2005 foi proposto ao premio Cervantes, considerado o mais importante para um escritor hispanofono. 
Na sexta-feira 3 de julho de 2009 faleceu aos 83 anos de idade de uma parada cardiorrespiratória. Seus restos foram enterrados junto à tumba do artista plástico equatoriano Oswaldo Guayasamín, na Arvore da Vida da Capela do Homem, em Quito.

## Obras

### Poesia
- Ecuador Amargo (1949)
- Carta para Alejandra (1952)
- Los Cuadernos de La Tierra: I. Los Orígenes, II. El Enemigo y la Mañana (1952)
- Notas del Hijo Pródigo (1953)
- Relato del Extranjero (1955)
- Los Cuadernos de la Tierra: III. Dios Trajo la Sombra (1959)
- Los Cuadernos de la Tierra: IV. El Dorado y las Ocupaciones Nocturnas (1961)
- Informe Personal Sobre la Situación (1975)
- No Son Todos Los Están (1979)
- Poesía Viva del Ecuador (1990)
- Ni Están Todos los Que Son
- Mayo del 1968 ¿Siglo XXI?
- Ecuador amargo toda la vida

### Novelas
- Entre Marx y Una Mujer Desnuda (1976)
- Ciudad sin Ángel (1995)
- Los Amores Fugaces

### Teatro
- El sol bajo las patas de los caballos (1970)
- La subida a los infiernos (1981)

### Ensaios e biografia
- Ecuador Señas Particulares
- De cerca y de memoria, recuerdos de lecturas, autores y lugares